# Взлом и отключение PlayStation Network (2011)
Взлом и отключение PlayStation Network (PSN) — успешный несанкционированный доступ, осуществленный в промежуток времени с 17 апреля по 19 апреля 2011 года, к данным Интернет-сервисов PlayStation Network и Qriocity, позволивший злоумышленникам завладеть персональными данными пользователей (на тот момент в сети было зарегистрировано 77 миллионов учётных записей). В качестве ответной меры в момент обнаружения вторжения (20 апреля 2011 года) в свои системы компания Sony отключила доступ к своим сервисам и начала собственное расследование произошедшего. Доступ для пользователей к PSN восстановлен 15 мая 2011 года. Доступ к PS Store восстановлен 2 июня для Северной Америки и Европы.
Во время взлома PSN количество зарегистрированных аккаунтов в её сети составляло 77 миллионов, что делает данный инцидент крупнейшим в истории (предыдущий «рекорд» принадлежит взлому TJX Companies, в результате которого были затронуты 45 млн пользователей). Многие авторитетные издания охарактеризовали взлом PSN как один из крупнейших взломов за всё время существования интернета, а некоторые, в частности, Develop и SkyNews, назвали этот инцидент самой крупной утечкой конфиденциальных данных за всю историю цифровой эпохи. Многие ресурсы, включая The Daily Telegraph и Canadian Broadcasting Corporation, включили данное событие в список пяти крупнейших информационных атак за всю историю.
Стоит заметить, что в итоге все претензии пользователей к компании Sony были отклонены судом на территории США, так как доступ к Playstation Network предоставляется пользователям на бесплатной основе и сама компания Sony не являлась участником взлома своих систем, но в Канаде в апреле 2013 года суд вынес решение в пользу пострадавших.

## Отключение сервисов
20 апреля 2011 года Sony в официальном блоге признала, что часть функционала PlayStation Network отключена. При попытке войти в PSN владельцы PlayStation 3 получали сообщение о том, что сеть находится на обслуживании.
Позднее компания сообщила о «внешнем вмешательстве», затронувшем сервисы PlayStation Network и Qriocity. Проникновение во внутреннюю сеть произошло в период между 17 и 19 апреля. 20 апреля Sony в качестве защитной меры отключила PlayStation Network и Qriocity по всему миру. 25 апреля пресс-секретарь Sony Патрик Сейболд в официальном блоге сообщил, что процесс восстановления сервисов займёт много времени и точный срок восстановления неизвестен. Позднее Sony признала, что незаконное вторжение во внутреннюю сеть компании мог повлечь компрометацию персональных данных пользователей.
28 апреля Sony разослала разработчикам игр для PlayStation3 новую версию SDK.
1 мая Sony анонсировала программу «Welcome Back» для всех пользователей, которых затронуло отключение сети, а также назвала ориентировочную дату восстановления — первая неделя мая.
2 мая компания выпустила пресс-релиз, согласно которому часть сервисов Sony Online Entertainment (SOE) также была отключена для профилактических работ в связи с возможными криминальными действиями, связанными с первой атакой. Злоумышленники могли получить доступ к зашифрованной информации о свыше 12 тысяч владельцах кредитных карт и данным 24,7 млн пользователей SOE. Во время пресс-конференции топ-менеджеры, отвечавшие на вопросы журналистов, не просто извинились в словесной форме, но выполнили это в форме одзиги.
4 мая Sony разместила в блоге PlayStation ответ компании на запрос Палаты представителей США о сложившейся ситуации, в котором проинформировала Палату о том, что компания стала жертвой тщательно спланированной, высокопрофессиональной и сложной кибератаке. Были обнаружены улики о причастности хакерской группы Anonymous к этой атаке и подтвержден факт утечки персональных данных пользователей, однако компании по обслуживанию кредитных карт не сообщали о мошеннических транзакциях, связанных с похищенными данными.
6 мая Sony сообщила о «завершающих этапах внутреннего тестирования» обновлённой версии PlayStation Network. Тем не менее, представители компании сообщили, что не смогут ввести сервисы в строй в течение первой недели мая, как это было обещано ранее, из-за выявления дополнительной атаки на серверы Sony Online Entertainment, о которой не было известно.
С 14 мая сервисы PSN начали возвращаться в онлайн с региональной разбивкой, начиная с Северной Америки. Одновременно с этим стала доступной новая прошивка версии 3.61 для PlayStation 3.
16 мая Sony Online Entertainment официально сообщила о возобновлении работы своих игровых серверов и соответствующего возобновления работоспособности таких MMO-игр, как Everquest II, DC Universe Online и Free Realms.
18 мая на сервисах SOE была отключена функция сброса пароля из-за обнаруженной уязвимости, позволявшей менять пароли от чужих учётных записей на основании электронного адреса пользователя и его даты рождения.
На 23 мая из-за простоя сервисов компания потеряла свыше 171 млн долларов. Общий убыток компании за фискальный год ожидается в размере 3,1 миллиарда долларов США (в эту цифру также входят потери компании от крупнейшего землетрясения в истории Японии).
Акции Sony упали в цене на 5 % в связи со взломом сети PSN. Ожидаемое падение прибыли от почти двух недель недоступности некоторыми разработчиками оценивается в 10 %.

## Последствия отключения
Старший вице-президент Capcom Кристиан Свенссон (англ. Christian Svensson) написал в блоге компании, что отключение PSN приносит компании убытки в сотни тысяч долларов, если не в несколько миллионов, в виде упущенной прибыли, на которую рассчитывала Capcom. По его словам, неполученные в результате данного инцидента доходы от продаж игр через PSN уже были заложены в бюджеты, поэтому отсутствие этих денег может негативно сказаться на разработке новых игр.
Представитель компании Namco Кацухиро Харада, являющийся продюсером игр серии Tekken, в своем интервью сказал, что отключение PSN сказалось на работе компании — компания не смогла выпустить запланированные DLC для своих игр.
Игра SOCOM 4: U.S. Navy Seals, вышедшая за день до отключения PSN и являющаяся эксклюзивом для консоли Playstation 3, уже считается провальной.
На сайте Edge опубликовали статью, в которой сослались на представителей различных британских игровых магазинов, согласно которым возник огромный рост сбыта подержанных консолей PlayStation 3. Менеджер крупной английской розничной сети говорит: «В первую неделю недоступности PSN мы не видели каких-либо изменений в цифрах, начиная со второй недели мы видим прирост в 200 % среди возвращаемых консолей PlayStation 3. Половина из возвращающих хотят получить за них деньги, а половина — обменять на Xbox 360».
Представитель бельгийского ретейлера Gameswap сообщает, что заметен явный рост замены консолей PlayStation 3 на Xbox 360, но во всех этих случаях человек, производящий обмен своей консоли, является поклонником игр серии «Call of Duty». «Обычно в конце месяца люди приносят свои консоли и хотят получить взамен деньги, чтобы платить по счетам, — говорит он, — но в этот раз люди приносят все свои игры и хотят поменять свою консоль на Xbox 360. И каждый раз это поклонник либо Call of Duty: Modern Warfare 2, либо Call of Duty: Black Ops».
Также сообщается об изменениях в предзаказах. Предзаказы на игры для Playstation 3 отменяются и переоформляются на те же игры, но для консоли Xbox 360.

### Влияние инцидента на рынок облачных услуг
6 мая 2011 года известнейшее международное новостное агентство Рейтер опубликовало эксклюзивную статью под названием «Analysis: Sony woes may cause some to rethink cloud computing» (рус. Анализ: беды Sony могут заставить многих переосмыслить облачные вычисления). В этой статье Рейтер собрало мнения и утверждения некоторых специалистов в интернет-сервисах и онлайновой безопасности, а также проанализировало последние тенденции рынка облачных вычислений. В статье утверждается, что взлом и отключение PlayStation Network произвело большое влияние на рынок облачных вычислений. Дополнительное влияние оказал отказ облачных служб Amazon EC2, длившийся с 21 по 25 апреля. Эти события привели к тому, что акции многих облачных компаний начали падать, несмотря на то, что до этого момента наблюдался их постоянный рост. В частности, акции Salesforce.com упали на 3 %, а акции VMware — на 2 %. Причём это произошло на фоне среднего 3,3-процентного роста фондового индекса Standard & Poor’s 500 за этот период. Стало известно, что многие компании-клиенты интернет-услуг изменили свои взгляды на облачные вычисления и даже отказались их использовать.
Профессор Дартмутского университета Эрик Джонсон (англ. Eric Johnson), занимающийся консультацией крупных компаний касательно стратегий развития в области компьютерных технологий, заявил, что никто, использующий облачные услуги, не находится в безопасности, и Sony — «лишь вершина айсберга».
Профессор по информационным системам в Государственном университете Сан-Диего Мюррей Дженнекс (англ. Murray Jennex) заявил: «Даже те службы, которые должны быть, по вашему мнению, надёжными, к примеру, для оплаты налогов в онлайне, могут быть опасными».
Аналитик по безопасности облачных служб Джей Хейсер (англ. Jay Heiser) отметил отрицательный вклад недобросовестных маркетологов в данный инцидент. Согласно ему, маркетологи облачных компаний «проделали отличную работу», постоянно убеждая своих клиентов в надёжности и безопасности облачных решений, тогда как в действительности дела обстоят совсем иначе.
Президент компании Axis Technology Майк Логан сравнил облачные службы с Facebook: «Если вы поместите туда всю важную информацию, отгадайте, что будет? Люди смогут её увидеть».
Редактор отдела электроники в журнале Consumer Reports Джефф Фокс (англ. Jeff Fox) отметил, что потребители ожидают, что крупные компании типа Sony очень серьёзно и профессионально относятся к защите данных. «Ведь даже если компании типа Sony недостаточно защищают свои данные, то кто же защищает достаточно?» — ставит вопрос Джефф Фокс.
Частный поверенный из компании Mintz Levin Синтия Лароуз (Cynthia Larose) заявила, что в данный момент клиенты облачных службы обычно недостаточно защищены от простоев в работе сервисов или дыр в безопасности. Лароуз считает, что в ближайшее время в индустрии облачных вычислений произойдут важные изменения. Также, согласно её утверждению, организации и компании в индустриях здравоохранения и финансов, которые имеют множество интеллектуальной собственности, уже занимаются поиском специальных страховых программ, которые защитят их от киберпреступников.
Согласно агентству Рейтер, на момент публикации статьи многие провайдеры облачных служб уже встречаются с желанием своих клиентов обсудить новые контракты, включающие финансовую ответственность провайдеров за нарушение работы служб или за проблемы с безопасностью. Эти сведения предоставил главный управляющий по информации в компании Abnology Форд Винслоу (англ. Ford Winslow), который также сообщил, что контракты, заключённые с их первыми клиентами, на этот момент подходят к концу после трёхлетнего срока, и компании желают оговорить дополнительные условия договоров, касающиеся различных бедствий и сбоев в работе служб.

## Критика компании
26 апреля компания признала, что возможна утечка персональных данных пользователей PSN, включающих в себя имя учётной записи, пароль, домашний и электронный адрес. Хотя данные о кредитных картах были зашифрованы, пользователи получили предупреждение с рекомендациями по защите персональной и финансовой информации только спустя неделю, когда основной канал распространения подобной информации — сама сеть PSN — был недоступен.
Некоторые специалисты высказали мнение, что если ситуация со взломом была настолько критичной, что потребовалось отключить сеть по всему миру, то Sony должна была оповестить пользователей о возможной краже информации гораздо раньше 26 апреля. Подобные действия компании могли свидетельствовать о нарушении стандартов безопасности PCI DSS, требующих незамедлительного оповещения заинтересованных сторон о возможной компрометации данных. Сенатор США Ричард Блументал запросил информацию у CEO Sony Джека Треттона о причинах задержки..
Ответом на подобные вопросы к компании выступила публикация в блоге PSN USA, в которой объясняется, что эксперты обнаружили факт кражи персональных данных только 25 апреля 2011 года в ходе подробного разбора произошедшего инцидента, и ещё какое-то время заняло выяснение списка данных, к которым злоумышленники получили доступ.

Как уже было сказано, Sony Network Entertainment America в ходе проходящего в данный момент расследования не смогла с уверенностью сделать заключение, была ли информация о кредитных картах выгружена из PlayStation Network. Касательно другой персональной информации нам известно, что хакер делал запросы к базе данных, а группы внешних криминалистов наблюдали большие объёмы информации, передаваемые в ответ на эти запросы. Наши группы расследования не обнаружили запросов и связанных с ними передачи данных, связанных с информацией о кредитных картах.

Следователи британских органов правопорядка посчитали принятые меры защиты неудовлетворительными, раз злоумышленникам удалось получить доступ к базе данных пользователей. По результатам расследования Sony была оштрафована на 250 тыс. фунтов стерлингов за несоответствие британским законам по защите информации.
По состоянию на 22 июля 2011 года, компания Sony получила 55 исков от частных лиц и групп частных лиц и предстанет в суде. Иск на компанию также подала крупная страховая фирма Zurich American, утверждающая, что она не должна материально помогать Sony платить за ведение этих дел в рамках существующего договора страховки, заключенного между компаниями, который предусматривает выплаты только в случае физических травм сотрудников Sony.

## Причины взлома
26 апреля был опубликован материал о возможных причинах взлома PSN. Самодельные прошивки для консоли PlayStation 3 позволяют входить в сеть, идентифицируя себя одним из разработчиков, что, в свою очередь, даёт доступ во внутреннюю сеть Sony для разработчиков, и при выполнении нехитрых манипуляций можно получить полный доступ ко всему контенту сети. На время работ по восстановлению работоспособности сети доступ в PSN был закрыт и разработчикам.
4 мая 2011 года на слушаниях в конгрессе США представители Sony, помимо прочих докладов, детально рассказали о структуре серверов и защиты PlayStation Network, а также механизм взлома, реализованный хакерами. Синдзи Хасэдзима, руководитель информационной службы Sony, предоставил иллюстрацию со структурой PSN и сопроводил её своими пояснениями.
Структура PSN состоит из трёх уровней, на первом из которых находится веб-сервер, на втором — сервер веб-приложений, а на третьем — сервер базы данных, в которой собственно и находятся персональные данные пользователей PSN. Файрволлы установлены между этими тремя серверами, и между ними циркулирует лишь минимально необходимое количество персональной информации, необходимой для авторизации. Имея данную трёхуровневую защиту, Sony была уверена, что её будет абсолютно достаточно для любых вторжений извне или, по крайней мере, для своевременного предупреждения об атаке.
Согласно Синдзи Хасэдзиме, Sony ещё никогда не подвергалась подобным атакам. Взлом был проведён как стандартная транзакция, поэтому он и не был детектирован ни одним файрволом. «Были посланы определённые [программные] команды […] это был очень опытный и умный подход […] благодаря ему стало возможным манипулировать нашей сетью извне. Так что мы были не в состоянии обнаружить взлом снаружи», — заявил Синдзи Хасэдзима. Атака была описана как очень сложная и выполненная очень высококвалифицированным специалистом.
Из трёх серверов, составляющих сеть PSN, самым слабым с точки зрения защиты являлся сервер веб-приложений. «Мы предполагаем, что злоумышленникам удалось успешно вторгнуться в систему, используя уязвимости сервера веб-приложений», — сообщил Синдзи Хасэдзима. Предполагается, что, взломав сервер веб-приложений и запустив на нём несанкционированный код, злоумышленники получили доступ к серверу базы данных. Именно поэтому Sony не может исключить кражу личных данных: получив доступ к базе данных, злоумышленники могли извлечь любые данные, присутствующие там.
В связи со взломом детали учётных записей 77 миллионов пользователей PSN подверглись потенциальной возможности быть украденными. К этим деталям относятся среди прочего логины, пароли, секретные вопросы и другие данные. Согласно Sony, пароли были захешированы, а номера кредитных карт — зашифрованы.
Синдзи Хасэдзима заявил, что уязвимости системы PSN были известны им самим, однако им не придали должного значения.
Сиро Камбэ, старший вице-президент Sony, принёс свои однозначные извинения: «Мы полагали, что контролируем систему в достаточной степени и полностью обеспечиваем её защиту, но, оглядываясь назад, видно, что возможность для дальнейшего улучшения защиты была. Мы должны признать, что текущей защиты оказалось недостаточно».

## Программа «Welcome Back»
Программа «Welcome Back» была анонсирована Sony 1 мая 2011 года с целью компенсировать пользователям вынужденное отключение сети PSN и связанные с этим неудобства. Программа предусматривала доступ к «избранному развлекательному контенту PlayStation», бесплатных 30 дней подписки к услуге PlayStation Plus для всех пользователей PSN (либо дополнительных 30 дней подписки для уже действующих членов PlayStation Plus).
Сервис доступа к потоковому ТВ-вещанию Hulu, услугами которого можно пользоваться и на приставке PlayStation 3, компенсировал всем владельцам приставки невозможность пользоваться сервисом, предоставив одну неделю бесплатного доступа к сервисам Hulu Plus.
16 мая Sony анонсировала, что пользователи PSN смогут бесплатно получить по две игры для PlayStation 3 и PlayStation Portable из предоставленного компанией списка. Список игр зависел от региона и был доступен только тем странам, которые имели доступ к PlayStation Store до момента отключения PSN.
| Игра                                  | Северная Америка | Европа (кроме Германии) | Германия | Азия | Япония |
| ------------------------------------- | ---------------- | ----------------------- | -------- | ---- | ------ |
| Wipeout HD/Fury                       | Да               | Да                      | Да       | Да   | Да     |
| LittleBigPlanet                       | Да               | Да                      | Да       | Нет  | Нет    |
| InFamous                              | Да               | Да                      | Нет      | Нет  | Нет    |
| Dead Nation                           | Да               | Да                      | Нет      | Нет  | Нет    |
| Super Stardust HD                     | Да               | Нет                     | Да       | Нет  | Нет    |
| Ratchet & Clank: Quest for Booty      | Нет              | Да                      | Да       | Нет  | Нет    |
| Hustle Kings                          | Нет              | Нет                     | Да       | Да   | Да     |
| The Last Guy                          | Нет              | Нет                     | Нет      | Да   | Да     |
| Trashbox                              | Нет              | Нет                     | Нет      | Да   | Нет    |
| Come on, LocoRoco!! BuuBuu Cocoreccho | Нет              | Нет                     | Нет      | Да   | Да     |
| Echochrome: Overture                  | Нет              | Нет                     | Нет      | Нет  | Да     |

| Игра                                    | Северная Америка | Европа (кроме Германии) | Германия | Азия | Япония |
| --------------------------------------- | ---------------- | ----------------------- | -------- | ---- | ------ |
| LittleBigPlanet                         | Да               | Да                      | Да       | Да   | Да     |
| ModNation Racers                        | Да               | Да                      | Да       | Да   | Нет    |
| Pursuit Force                           | Да               | Да                      | Нет      | Нет  | Нет    |
| Killzone: Liberation                    | Да               | Да                      | Нет      | Нет  | Нет    |
| Everybody's Golf 2                      | Нет              | Нет                     | Да       | Нет  | Нет    |
| Buzz Junior Jungle Party                | Нет              | Нет                     | Да       | Нет  | Нет    |
| Everybody’s Stress Buster               | Нет              | Нет                     | Нет      | Да   | Да     |
| Locoroco Midnight Carnival              | Нет              | Нет                     | Нет      | Да   | Да     |
| Patapon 2                               | Нет              | Нет                     | Нет      | Нет  | Да     |
| What Did I Do to Deserve This, My Lord? | Нет              | Нет                     | Нет      | Нет  | Да     |